# Dracaena cinnabari

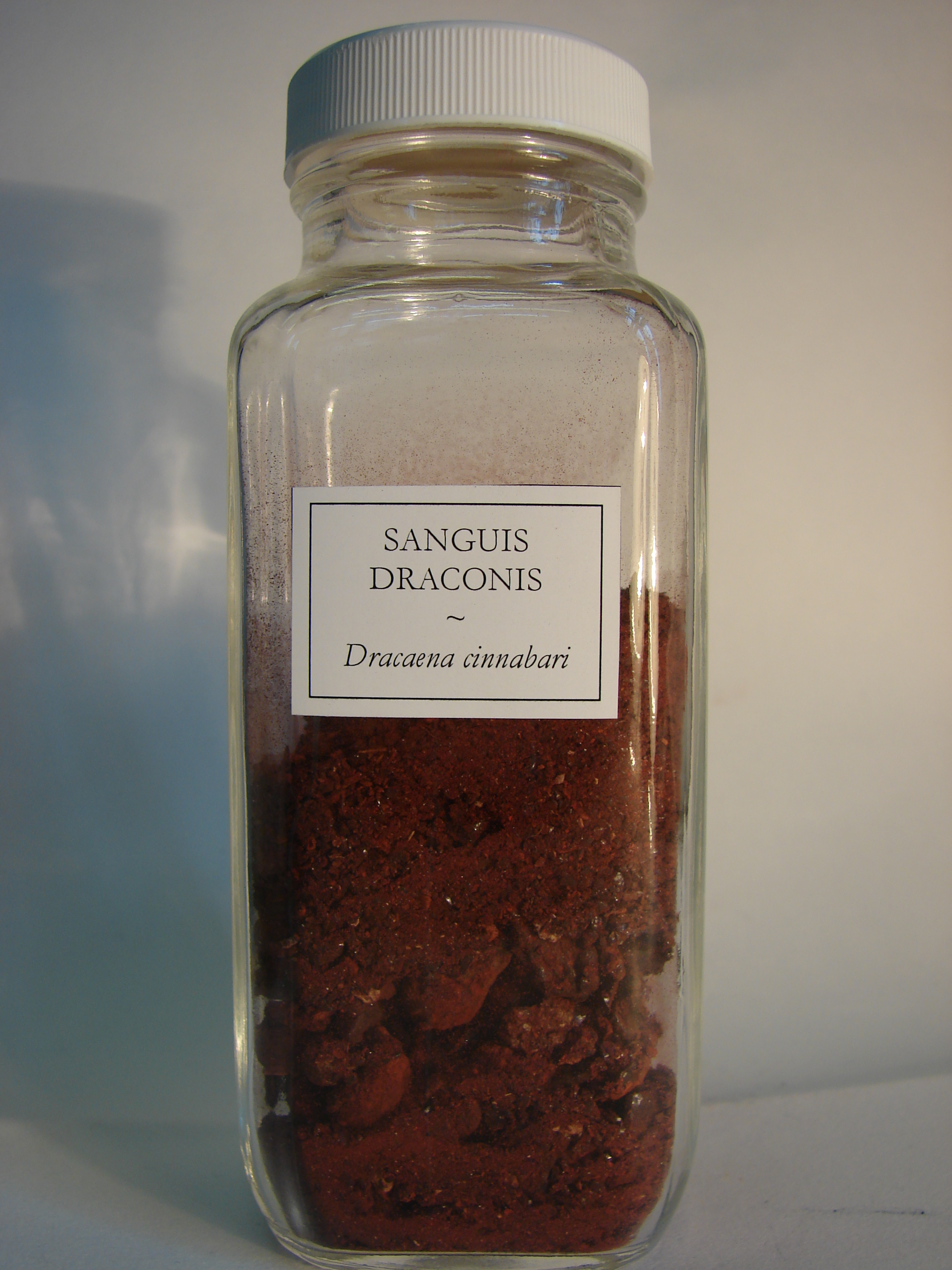
"Smocza krew"

Dracaena cinnabari – gatunek z rodziny szparagowatych. Endemit występujący na archipelagu Sokotra, zagrożony wyginięciem ze względu na wypas kóz.

## Morfologia
PokrójWieczniezielona roślina drzewiasta, o wysokości 3-6 m, niekiedy do 10 m, i charakterystycznej parasolowatej koronie.
LiścieLancetowate, o długości do 60 cm, wyrastające na wierzchołku.
KwiatyWystępują grupami, w mocno rozgałęzionych kwiatostanach.
OwocOkrągła, mięsista jagoda zawierająca od 1 do 3 nasion o średnicy około 5 mm. Owoce początkowo zielone, później czarne, pod koniec procesu dojrzewania przybierają barwę pomarańczowoczerwoną. Nasiona rozsiewane przez ptaki.

## Taksonomia
Po raz pierwszy gatunek Dracaena cinnabari został opisany podczas przeglądu wyspy dokonanego przez porucznika Wellsteda z Kompanii Wschodnioindyjskiej w 1835. Początkowo gatunek został nazwany Pterocarpus draco, lecz w 1880 szkocki botanik Isaac Bayley Balfour dokonał formalnego opisu i zmienił nazwę gatunku na Dracaena cinnabari. Spośród 60-100 gatunków z rodzaju Dracaena, D. cinnabari jest jednym z sześciu gatunków, które występują w formie drzewiastej.

## Zastosowanie
- Liście i korzenie wykorzystywane w medycynie ludowej[8].